# NGC 2442
إن جي سي 2442 هي مجرة حلزونية ضلعية من التصنيف المجري SAB(s)bc pec, وتسمى أحيانا «مخلب الجزار». تبعد عن المجموعة الشمسية بنحو 50 مليون سنة ضوئية، ويبلغ قطرها نحو 75.000 سنة ضوئية.
ترى المجرة NGC 2442 في اتجاه كوكبة السمكة الطائرة.
توجد في ذراعي المجرة إن جي سي 2442 وعلى الأخص في ذراعها الطويل مناطق سحب غازية كثيفة مضيئة باللون البنفسجي والاحمر. وهي سحب تتكون من غاز الهيدروجين. تضيؤها أنوار نجوم ناشئة حديثة تنعكس على الغاز التي تكونت منه، وتثيرها فتضيء بتلك الألوان.
يعتقد ان الشكل المتميز للمجرة إن جي سي 2442 قد نشأ بسبب تأثيرات بينها مع مجرة أخرى كانت قريبة. فأحدثت تلك الـتأثيرات الجاذبية بتركيز للغازات في بعض أنحائها بحيث أدت إلى نشأة نجوم بسبب انضغاط الغاز. ويعتقد العلماء أن هذا الشكل المختل للمجرة إن جي سي 2442 هو نتيجة لهذا التآثر التي حدث بينها وبين مجرة كانت عابرة بالقرب منها.
شوهد حدوث مستعر أعظم في أحد نجوم ذراعها القصبر، وسمي «مستعر أعظم 1999 جي إيه»
SN 1999ga
.
اكتشف عالم الفلك البريطاني جون هيرشل المجرة إن جي سي 2442  في عام 1834 في يوم 8 سبتمبر.

## بعض الصور

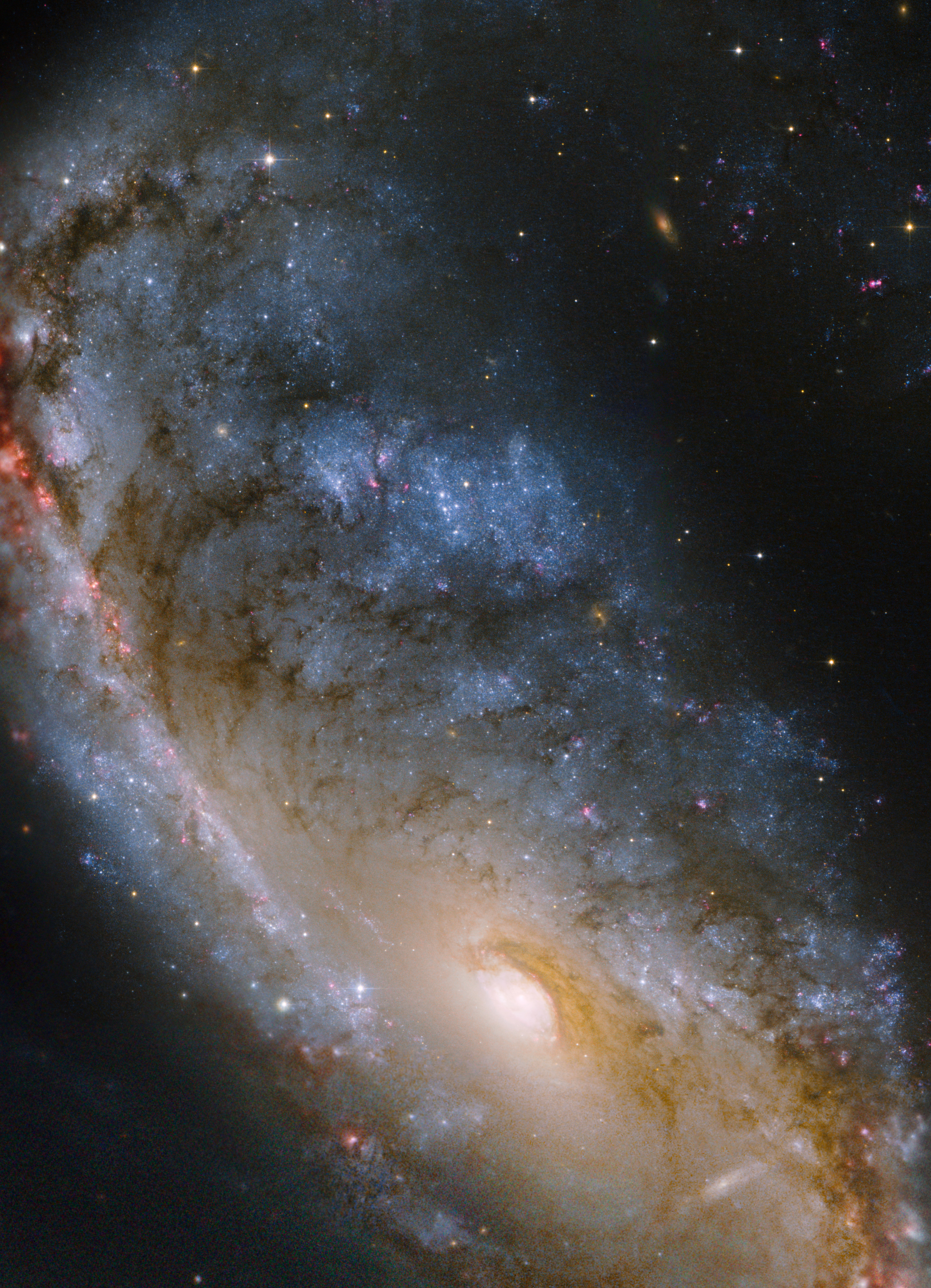
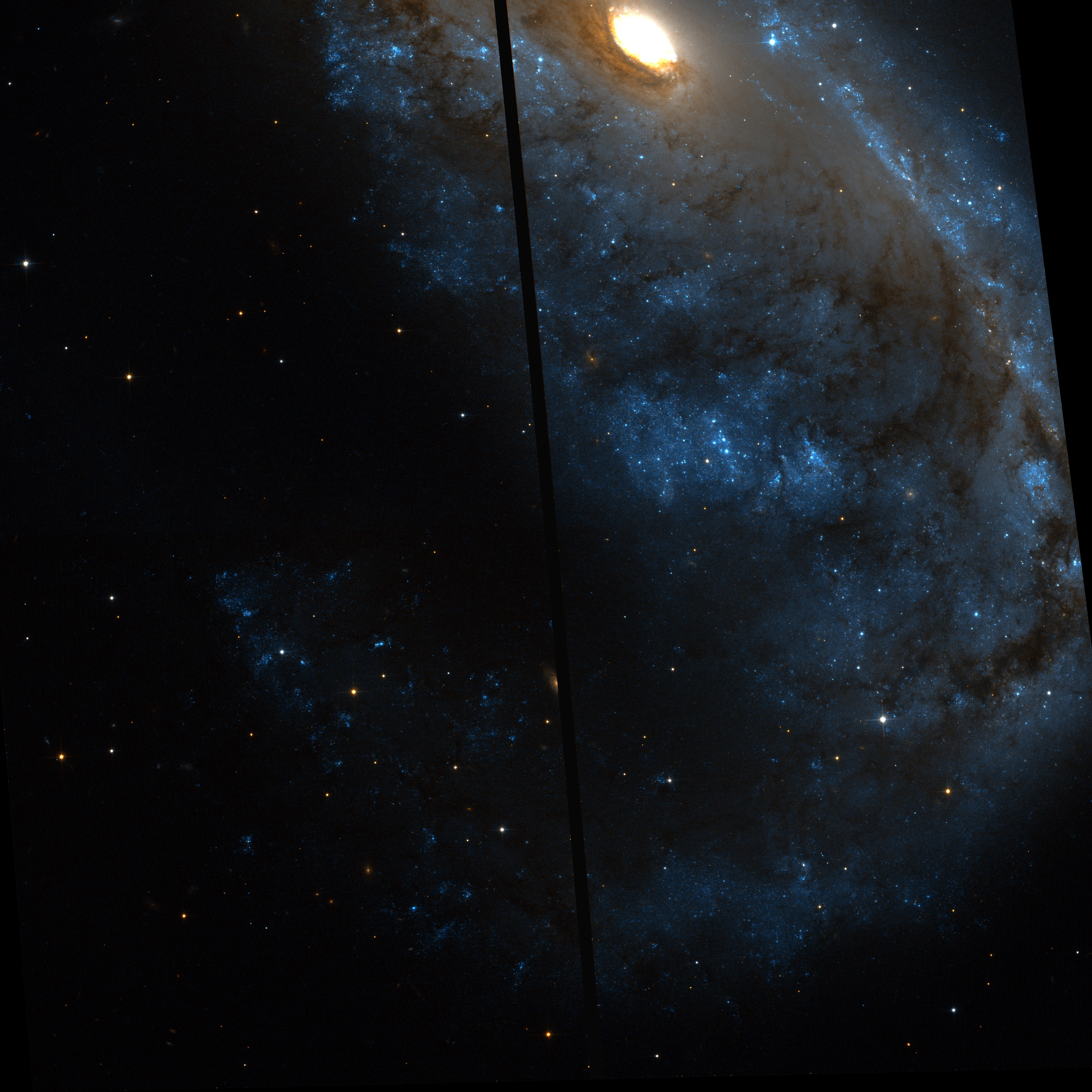
صورة تفصيلية إلتقطها تلسكوب هابل الفضائي, عرض المنظر 3.4′

## وصلات خارجية
- NGC 2442 in Volans
- صورة اليوم الفلكية
  - NGC 2442: Galaxy in Volans 2007 March 15
  - NGC 2442: Galaxy in Volans 2010 March 25 - from مرصد هابل الفضائي data

## اقرأ أيضا
- إن جي سي 678
- نجم نيوتروني
- إن جي سي 4314
- إن جي سي 2451